# Prehistorik 2
Prehistorik 2 – kontynuacja zręcznościowej gry komputerowej Prehistorik, wydana w roku 1993 przez firmę Titus Interactive.

## Fabuła
Podobnie jak w poprzedniej części, w grze Prehistorik 2 gracz wciela się w jaskiniowca, który wyrusza w pełną niebezpieczeństw podróż. W porównaniu z pierwszą częścią znacznie poprawiono grafikę, jak również dodano wiele nowych, humorystycznych akcentów podczas gry.

## Rozgrywka
Głównymi celami gracza są:
- Przejście etapu, odnajdując zapalniczkę.

Cele poboczne:
- Odnalezienie w każdym etapie jak największej ilości owoców, cukierków i innych przedmiotów. Nierzadko są one ukryte. Pod koniec etapu pokazywany jest procentowy udział odnalezionych fantów, które następnie są zamieniane na punkty.
- Za każde uzbieranie 250 tysięcy punktów gracz otrzymuje dodatkowe życie.

W eksploracji etapów graczowi przeszkadzają różnego rodzaju przeciwnicy, z którymi kontakt powoduje uszczuplenie jednego z trzech punktów energii. Na przeciwników można naskakiwać, dzięki czemu bohater może dotrzeć do wyżej położonych rejonów. Przeciwnicy regenerują się, więc próba eliminacji wszystkich w etapie jest z góry skazana na niepowodzenie. Są jednak miejsca, w których przeciwnik nie regeneruje się (zazwyczaj w miejscu, z którego jest dostęp do ukrytych przedmiotów). Unicestwiony przeciwnik, który uszczupli zasób energii bohatera, pozostawia po sobie sześć kostek. Ich zebranie powoduje odzyskanie utraconego punktu energii. Gra składa się z 10 etapów zwykłych i 3 etapów specjalnych.

## Konwersje
Gra doczekała się przeniesienia na platformę Game Boy, Super Nintendo Entertainment System i Game Boy Advance pod nazwą Prehistorik Man.